# Борха Гарсія
Борха Гарсія Фрейре (нар. 2 листопада 1990, Торремоча-де-Харама, Іспанія) — іспанський футболіст, півзахисник «Жирони».

## Життєпис
У віці 16 років приєднався до юнацької команди «Райо Вальєкано». 20 червня 2009 року провів свій перший професійний виступ за основну команду, провівши 11 хвилин на полі проти «Сарагоси» (2-2). У сезоні 2009—2010 виступав у «Сегунда Дивізіон Б».
26 вересня 2015 року уклав угоду з «Жироною» на два роки.